# روبرت دافيسون
روبرت دافيسون (بالإنجليزية: Robert Davison)‏ هو متزلج فني كندي، ولد في 7 يناير 1978 في كالغاري في كندا.

## وصلات خارجية
- روبرت دافيسون على موقع الاتحاد الدولي للتزلج (الإنجليزية)